# Cerkev sv. Tomaža, Šenttomaž pri Celovcu
Cerkev svetega Tomaža (nemško Pfarrkirche St. Thomas am Zeiselberg) je župnijska cerkev v župniji Šenttomaž pri Celovcu. Nahaja se v vasi Šenttomaž pri Celovcu na Celovškem polju, v političnem okraju Celovec-dežela, na dvojezičnem avstrijskem Južnem Koroškem. 

## Župnija
Župnija, katere zavetnik je Sveti Tomaž, spada pod uradno dvojezično dekanijo Tinje Krške škofije. Do leta 1938 je bila dekanija tinje uradno slovenska (razen župnije Otmanje, ki je bila dvojezična nemško-slovenska), sedaj pa je uradni jezik v župniji nemščina.  Enkrat letno se obhaja maša v slovenščini, ravno tako pa domačini občasno naročijo slovensko mašo, npr. ob obletnicah ali pri pogrebih. Župnijska cerkev je pod spomeniškim varstvom.
Cerkvena kronika (1847 do 1955) je v delih zapisana v slovenščini, dokler škofija ni zahtevala enotnih zapisnikov v nemšćini.

## Geografska lega
Cerkev je zgrajena na vrhu Čilberka nad Šenttomažkim poljem in je bila nekoč kmečka taborska utrdba.
Obdana je z vaškim pokopališčem ter nekaterimi hišami (župniščem, staro osnovno šolo ter kulturnim in društvenim domom, ki ga je zgradilo domače slovensko prosvetno društvo Edinost Št. Tomaž v letih 1912/13). 

## Slovenski narodnostni in kulturni aktivizem
Župnija je bila nekdaj središče lokalnega slovenskega kulturnega aktivizma in življenja. Leta 1910 sta bila ustanovljena Slovensko prosvetno društvo Edinost Št. Tomaž ter hranilnica in posojilnica Št. Tomaž. Med leti 1912-13 so domačini ob cerkvi zgradili društveni dom Edinost. Z anschlussom je pod nacisti organizirano slovensko kulturno življenje zamrlo, po vojni pa ponovno ni moglo zaživeti, saj župnija ni več dovolila uporabo formalno »svojega« kulturnega doma, kljub temu da je bil na stavbi slovenski napis vse do leta 1955. O tem pričajo tudi narodnostno in jezikovno-politične razmere, kot so opisane v cerkveni kroniki Šenttomaža (glej slike).

## Zunanjost
Poznogotska cerkvena stavba ima na severni strani mogočen zvonik, ki je v jedru morda še romanski, cerkev pa ima gotska šilasta okna ter strmo streho z čelnimi zatrepi. Nižja pevska empora (kor) je tridelna. V letu 1996 je bila streha zvonika na novo prekrita.
Na zidovih kora in ladje najdemo stopničaste opornike. Na južni strani je prizidana zakristija. Zahodna vhodna lopa ima sedlasto streho. Pod njo se nahaja poznogotski, profiliran portal s šilastim ramenskim lokom. Nad timpanonom zahodnega portala je delno ohranjena poznogotska freska apostola Tomaža, ponovno odkrita leta 1972, med restavratorskimi deli. V stranskem zidu vhodne lope je tudi spominska plošča na padle v prvi svetovni vojni, na kateri so nekatera domača imena zapisana v gajici oz. s slovenskim pravopisom in s šumniki, kar je izraz lokalne oz. regionalne kulturne zgodovine.
Na zunanjem južnem zidu se nahaja močno zbledela baročna slika sv. Krištofa. 

### Spomeniki iz rimskega obdobja ter nagrobniki
Na raznih mestih so vgrajeni kamniti rimski spomeniki: na južnem pročelju zakristije je nagrobna stela z napisom ter portretom vojaka Aureliusa Secundianusa, ki je umrl pri 30ih letih v vojni: na vzhodnem zunanjem zidu zvonika se nahaja fragment kasetiranega stropa nagrobne stavbe; na zahodnem zunanjem zidu je fragment nagrobne stavbe z upodobitvijo piseca.
Na notranji strani severnega obzidja pokopališča se nahajajo po novem trije nagrobniki oz. epitafi plemičev z  Gundrskega gradu v Gundrski vasi. Gre za člane rodbin baronov Sternberg in Šlojsnik. Med njimi mati in sestra barona Janeza Nepomuka Šlojsnika, cesarskega namestnika v funkciji deželnega glavarja Koroške od leta 1849 dalje, imenitnega zagovornika Slovencev in slovenščine. 
Do nedavnega sta bila na pokopališču še dva nagrobna kamna s slovenskima napisoma.

## Notranjost
Notranjost tvorita prostorna cerkvena ladja ter prezbiterij, ki ni povsem v njeni osi. Strop zaznamujejo sosvodnice v obokih ter mali, ornamentirani zaključni kamni na konzolah, na katerih so reliefi. Zidana galerija za pevce sloni na dveh okroglih stebrih ter ima košarasti obok. Nad šilastim slavolokom je zapisana letnica 1545. Na severnozahodni strani kora je šilast in profiliran vhod v zvonik. Okna so prav tako šilasta ter imajo ornamentalna okna iz časa okoli 1900.

## Notranja oprema
Glavni oltar je iz časa okoli 1740. Na njemu so kipi sv. Tomaža, Petra in Pavla, nad njimi pa bog oče in sin ter kip Neomadeževane Marije iz 19. stoletja. Stranska oltarja sta iz leta 1711. V levem stranskem oltarju (oznaka 1803 se nanaša na restavriranje) se nahaja kip Marije z otrokom na prestolu iz 17. stoletja, dodatki pa so iz 18. stoletja. Desni stranski oltar, z letnico 1711, krasi slika sv. Marije Magdalene. Krstni kamen je iz marmorja, vendar je novejšega datuma.

## Domnevne freske Jacoba Brolla
Po zapisu iz dnevnika župnije Šenttomaž (»Liber Memorabilis«) je furlanski slikar Jakob Brollo nekje med letoma 1880-1890 poslikal notranjost župnijske cerkve s freskami, tako kot tudi v podružnični cerkvi v Šentlovrencu in v Šmarjeti, vendar o tem ni zapisov v arhivu spomeniškega varstva. vseakor je iz cerkvene kronike razvidno, da je bila Šmarjeta leta 1939 nan novo pobeljena. V kontekstu raznarodovalne in protislovenske koroške kulturne politike do slovenske kulturne dediščine so v Šentlovrencu, med odstanitvijo poslikav v fresco tehniki, odstranili tudi vse slovenske napise.
O tem pričajo tudi zapisi v Cerkveni kroniki Šenttomaža, kot je razvidno iz priloženega slikovnega gradiva.

## Spletne povezave
- Domača stran Krške škofije: https://www.kath-kirche-kaernten.at/pfarren/kirche/C3231/pfarrkirche-st-thomas-am-zeiselberg